# Schloss Velké Losiny

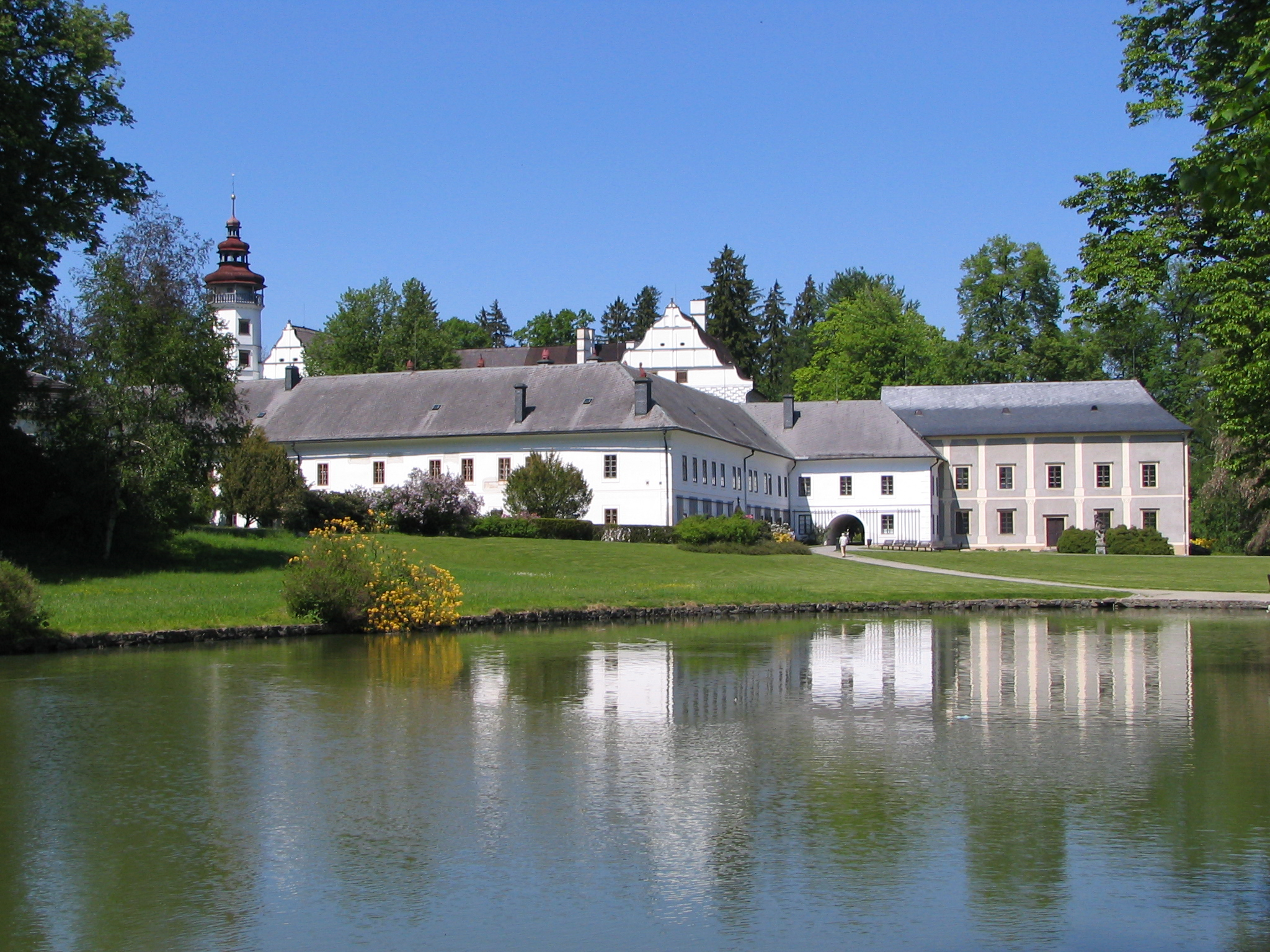
Schloss

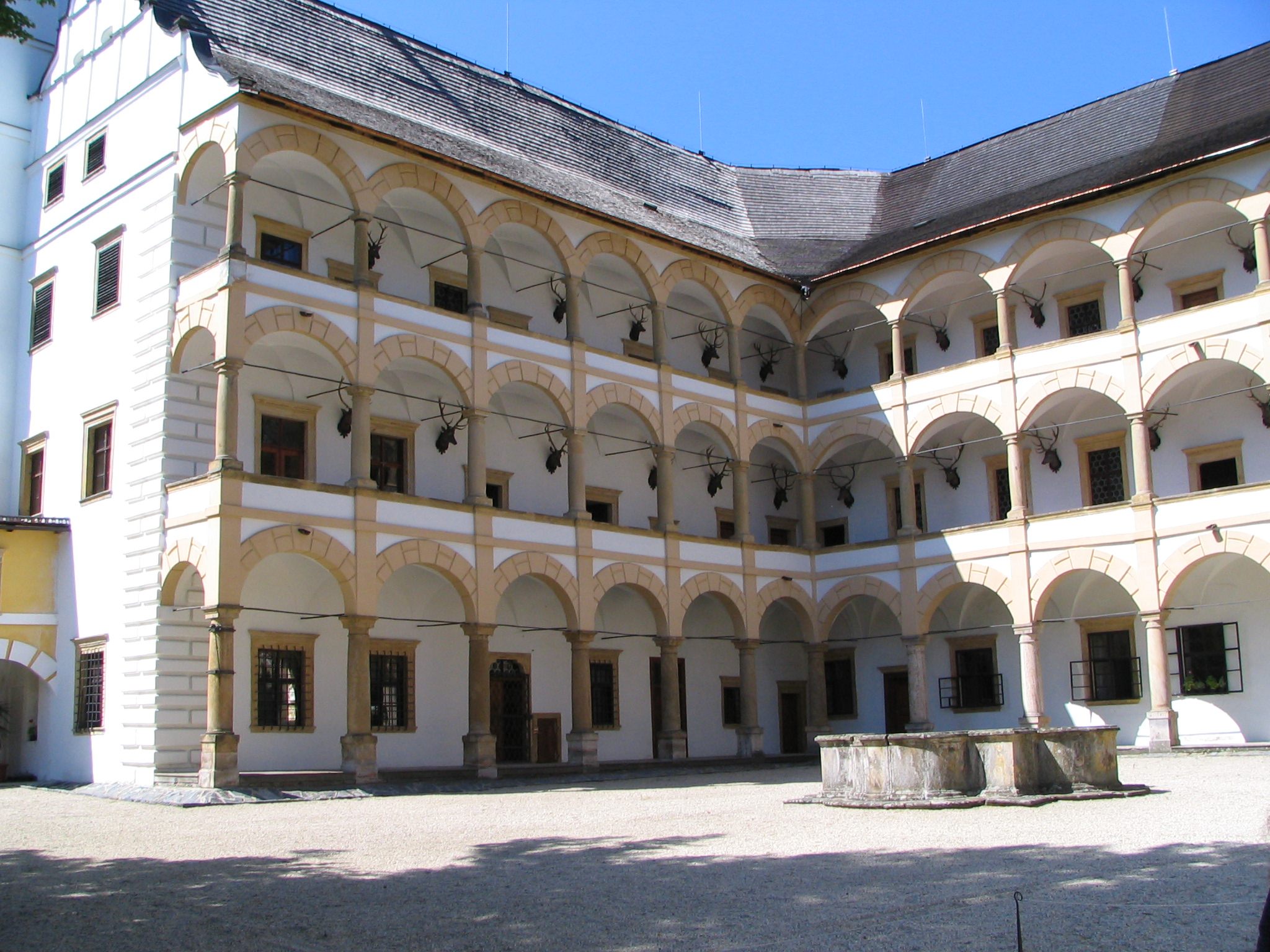
Arkadengänge

Das Schloss Velké Losiny (deutsch Schloss Groß Ullersdorf) in der gleichnamigen Gemeinde Velké Losiny gehört zum mährischen Okres Šumperk in Tschechien.

## Geschichte
An der Stelle einer gotischen Wasserburg ließ Johann von Žerotín (auch Zierotin) in den Jahren 1580–1589 um einen Arkadenhof ein dreiflügeliges Renaissance-Schloss erbauen. Die Außenwände sind reich mit Sgraffito-Ornamenten geschmückt. Aus der Erbauungszeit stammen auch die Kachelöfen. 1693 wurde die Schlossanlage um einen dreiflügeligen Barockbau erweitert und ein französischer Garten angelegt. 
Der Westflügel beherbergt zwei Kapellen, die 1742 von Johann Christoph Handke ausgemalt wurden. Beachtenswert sind der Speisesaal, der Rittersaal mit seiner prächtigen Kassettendecke sowie der Ahnensaal mit Porträts bedeutender Persönlichkeiten der Familie Žerotín. Zudem beherbergt das Schloss eine Sammlung von Bildern italienischer, flämischer und holländischer Meister sowie eine Waffensammlung.
Nach dem Dreißigjährigen Krieg war das Schloss Schauplatz der berüchtigten Hexenprozesse von Groß Ullersdorf, die durch den Inquisitionsrichter Heinrich Franz Boblig von Edelstadt geführt wurden und bei denen zahlreiche Menschen zu Tode kamen. 
Seit 1802 waren Schloss und Herrschaft Groß Ullersdorf im Besitz der Familie von Liechtenstein. Alois von und zu Liechtenstein wählte 1908 das Schloss zum ständigen Wohnsitz seiner Familie. Während seiner Herrschaft wurden der Bibliotheksflügel erbaut und die Vorburg im Empirestil umgestaltet. 1945 wurde die Familie Liechtenstein enteignet. Das Schloss ging in staatlichen Besitz über.